# Przeklęty diament
Przeklęty diament (ang. The Diamond of Jeru) – australijsko-amerykański film przygodowy z gatunku akcja z 2001 roku w reżyserii Iana Barry'ego i Dicka Lowry'ego. Wyprodukowana przez Michael R. Joyce Productions, Studios USA i USA Cable Network.
Premiera filmu miała miejsce 6 listopada 2001 roku.

## Opis fabuły
John Lacklan (Keith Carradine) i jego żona Helen (Paris Jefferson) postanawiają się wybrać na Borneo, aby odnaleźć legendarny diament piratów. Na wyspie ich przewodnikiem zostaje Mike Kardec (Billy Zane), który jest wyraźnie zainteresowany romansem z Helen. Kiedy kamień piratów trafia w ich ręce, okazuje się, że pogłoski o ciążącej na nim klątwie nie są tylko starą legendą.

## Obsada
Źródło: Filmweb
- Billy Zane jako Mike Kardec
- Keith Carradine jako John Lacklan
- Peter Carroll jako Clifton Vandover
- Wi Kuki Kaa jako Inghai
- Ken Radley jako kierowca
- Paris Jefferson jako Helen Lacklan
- Lorna Lesley jako Jeny Vandover
- David Webb jako Fairchild
- Jackson Rayne jako Raj
- Khao Do jako Dyak
- Pirpi Waretini jako Jeru
- Stefan Abeydeera jako Ischan Patel
- Christopher Stevenson jako Maddox